# Ceratomyxa reticularis
Ceratomyxa reticularis is een microscopische parasiet uit de familie Ceratomyxidae. Ceratomyxa reticularis werd in 1895 beschreven door Thélohan. 